# Surveillance des plages

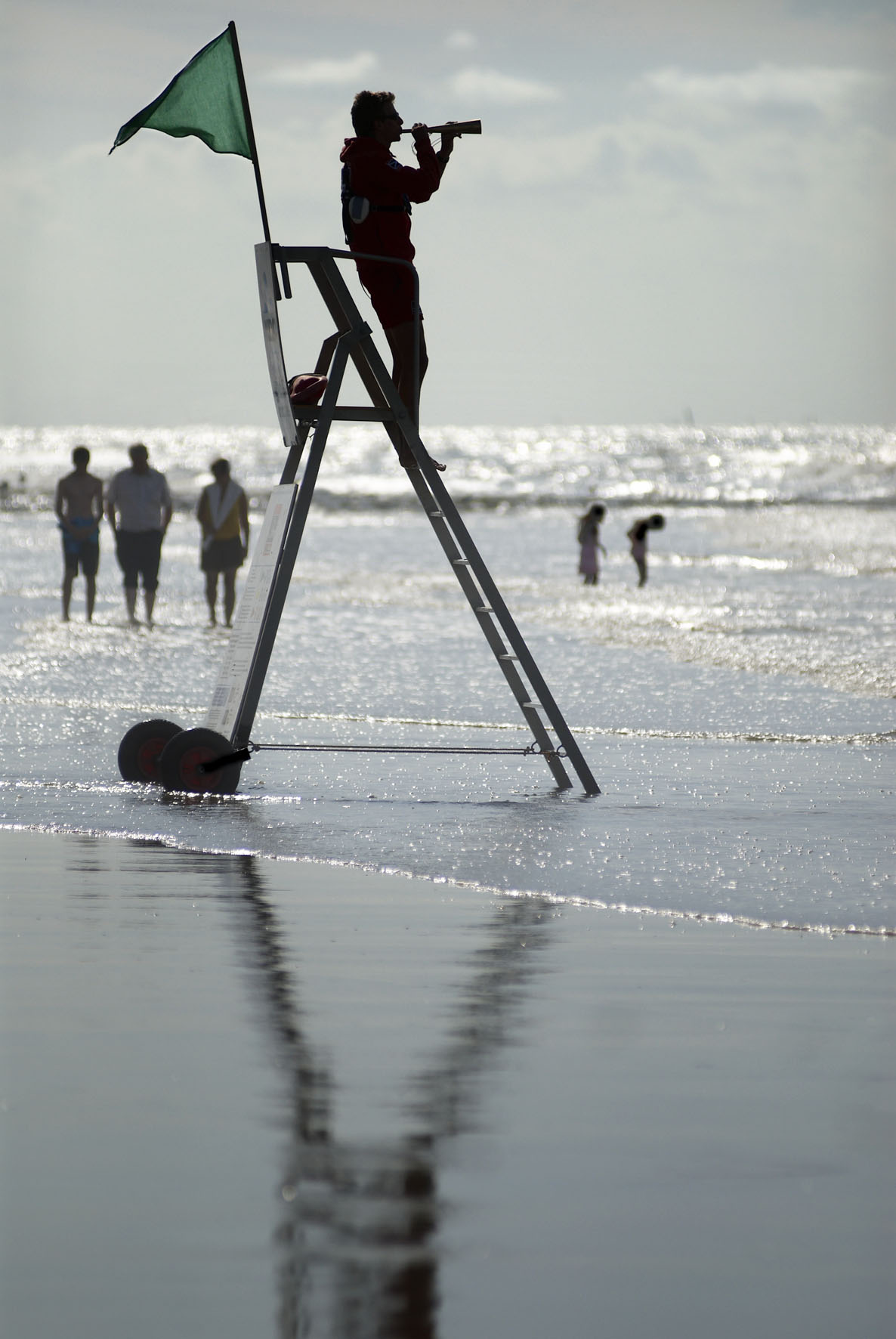
Un sauveteur belge appartenant à l'IKWV, à Middelkerke.

La surveillance des plages, aussi connue sous l’appellation anglaise Lifeguard, est un métier exercé à temps plein ou de manière saisonnière et consistant à la surveillance, l'assistance et le sauvetage aquatique des usagers des plages ainsi que des baigneurs.

## Par pays

### Belgique
En Belgique, la surveillance des plages est effectuée par une intercommunale: l'IKWV. Le sauvetage en mer via hélicoptères est lui assuré par une unité de l'armée de l'air belge: la 40e escadrille Héli, basée à Coxyde.

### France
En France, la surveillance des plages est à la charge de la commune. Elle est effectuée en fonction du choix des mairies par : des civils (avec ou non le soutien de CRS), le SDIS, ou la SNSM. Le sauvetage en mer est quant à lui effectué bénévolement par la SNSM, avec les moyens aériens de la Marine Nationale et de la Sécurité Civile. 

## Dans la culture populaire

### À la télévision
- La série télévisée américaine Alerte à Malibu relate le quotidien des sauveteurs des plages de Malibu, en Californie.

## Images

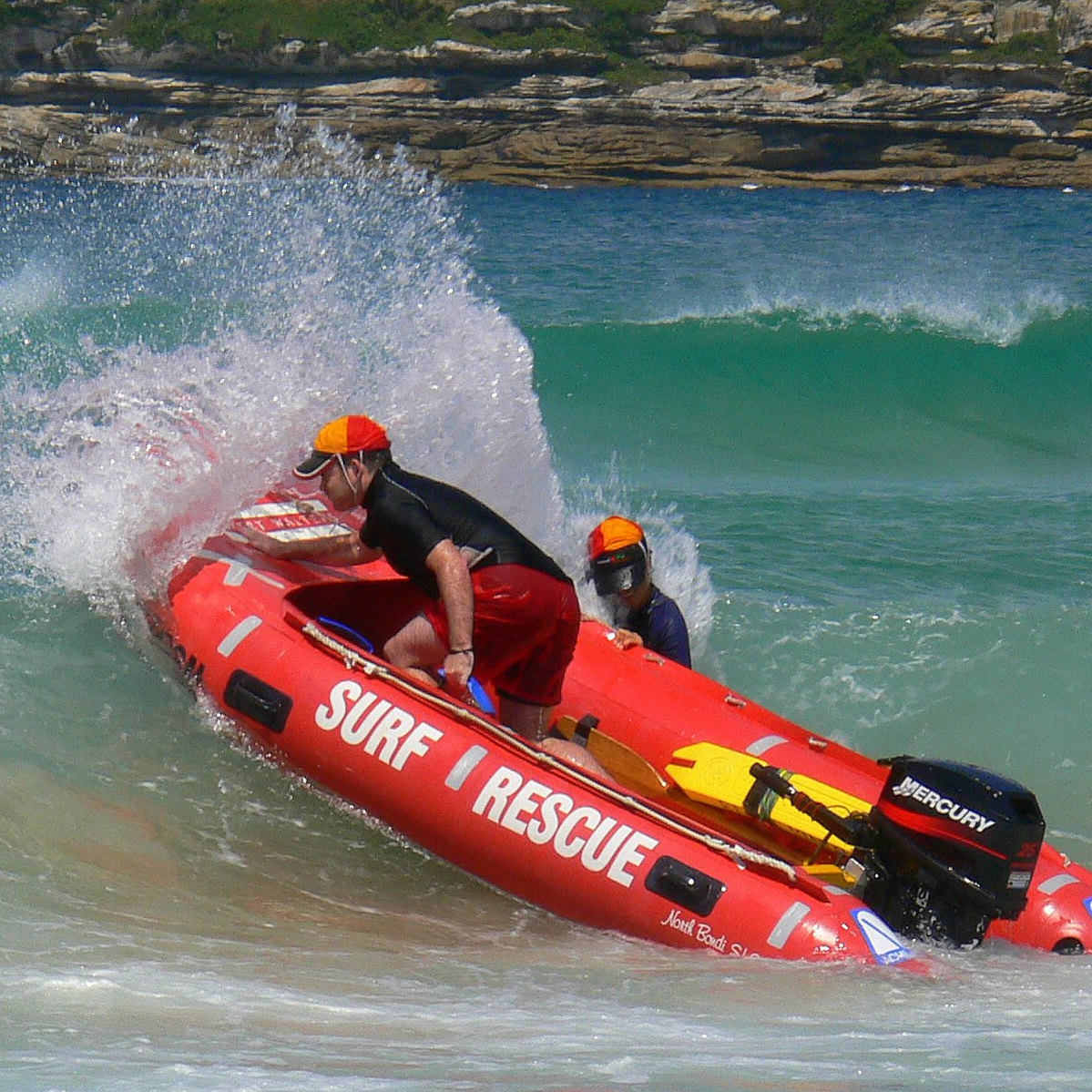
Canot pneumatique des sauveteurs en Australie.
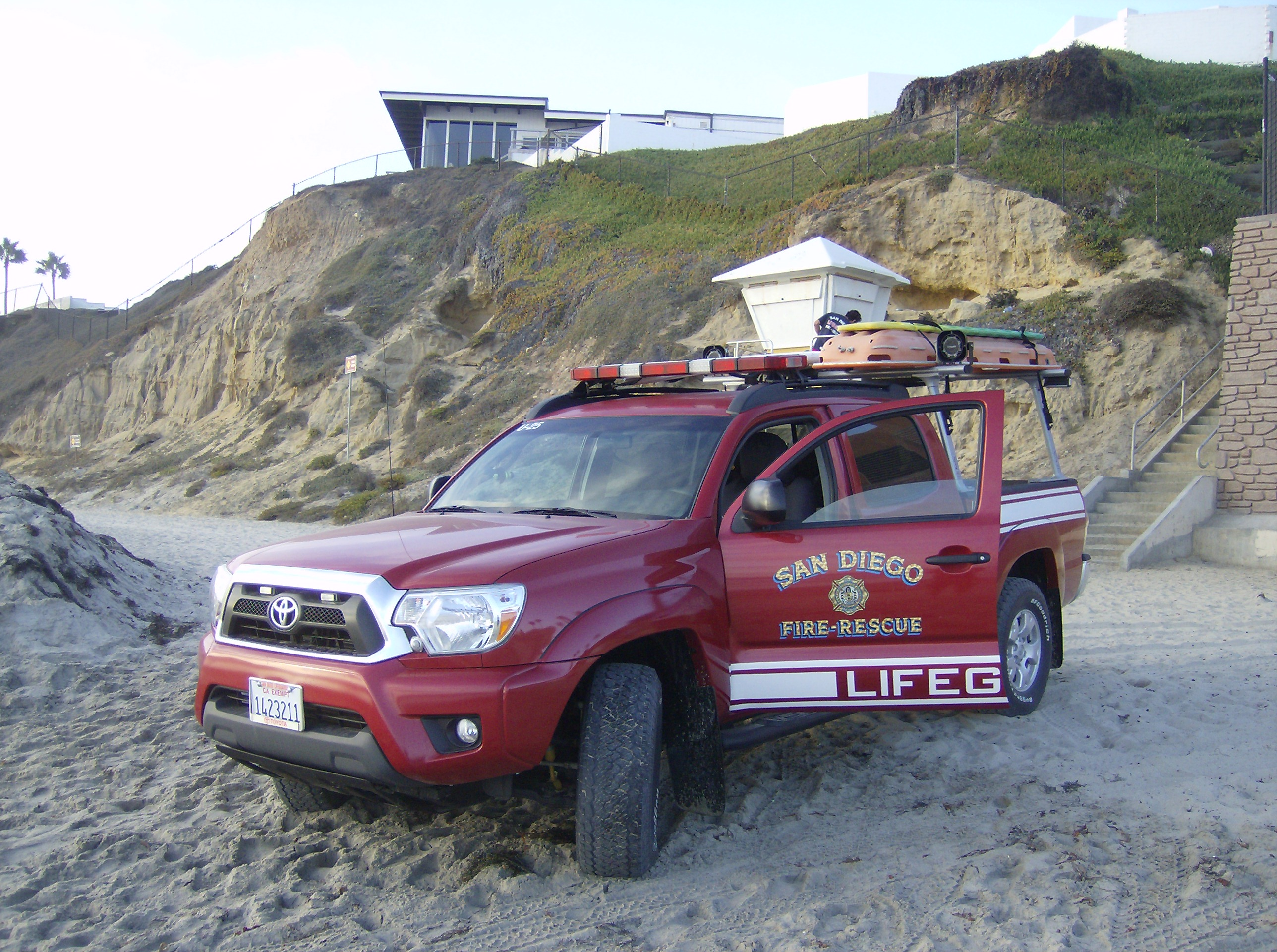
Un camion du service de sauvetage des plages (ici celle de Pacific Beach) des pompiers de San Diego, en Californie.
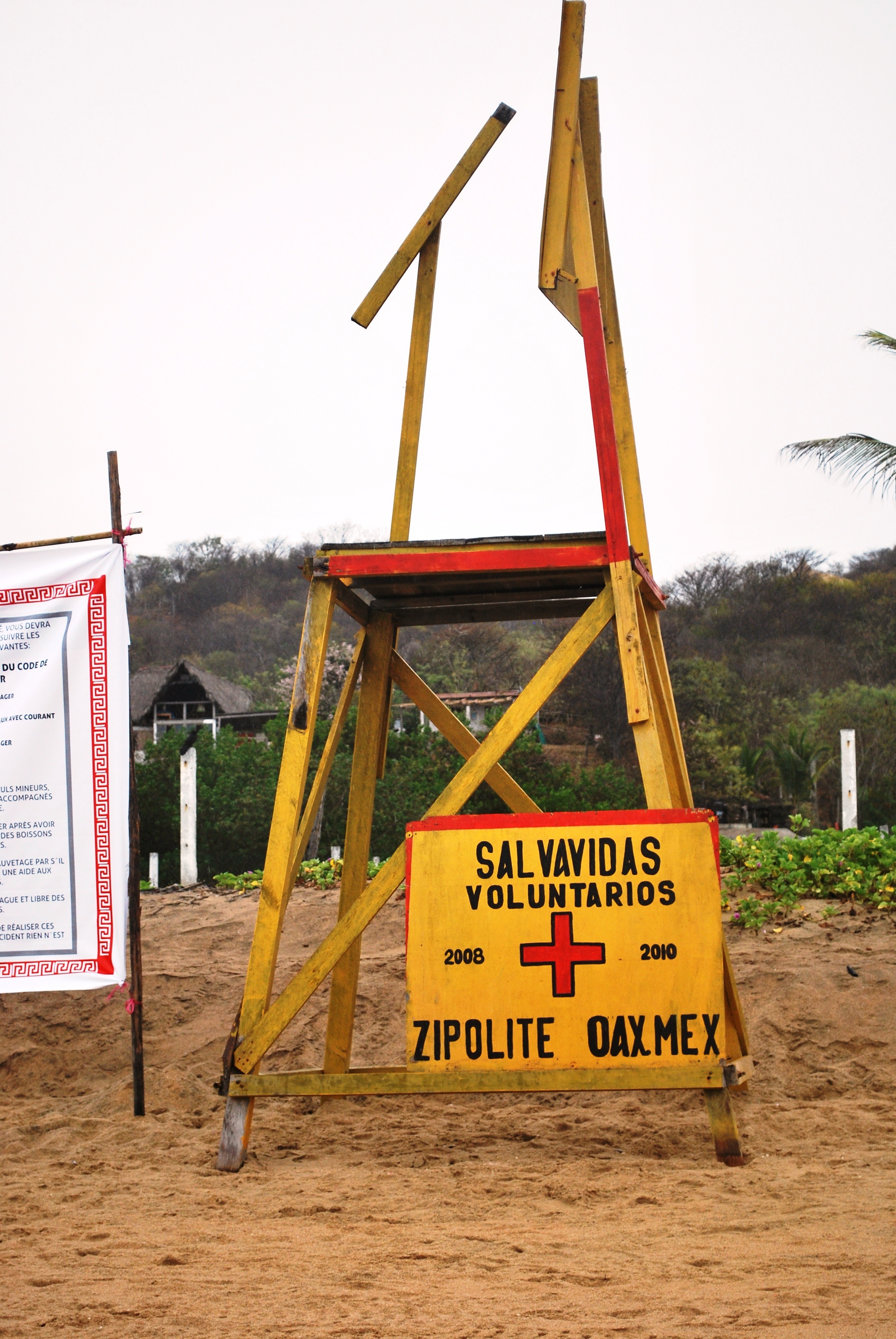
Une tour de surveillance des sauveteurs d'Oaxaca, au Mexique.
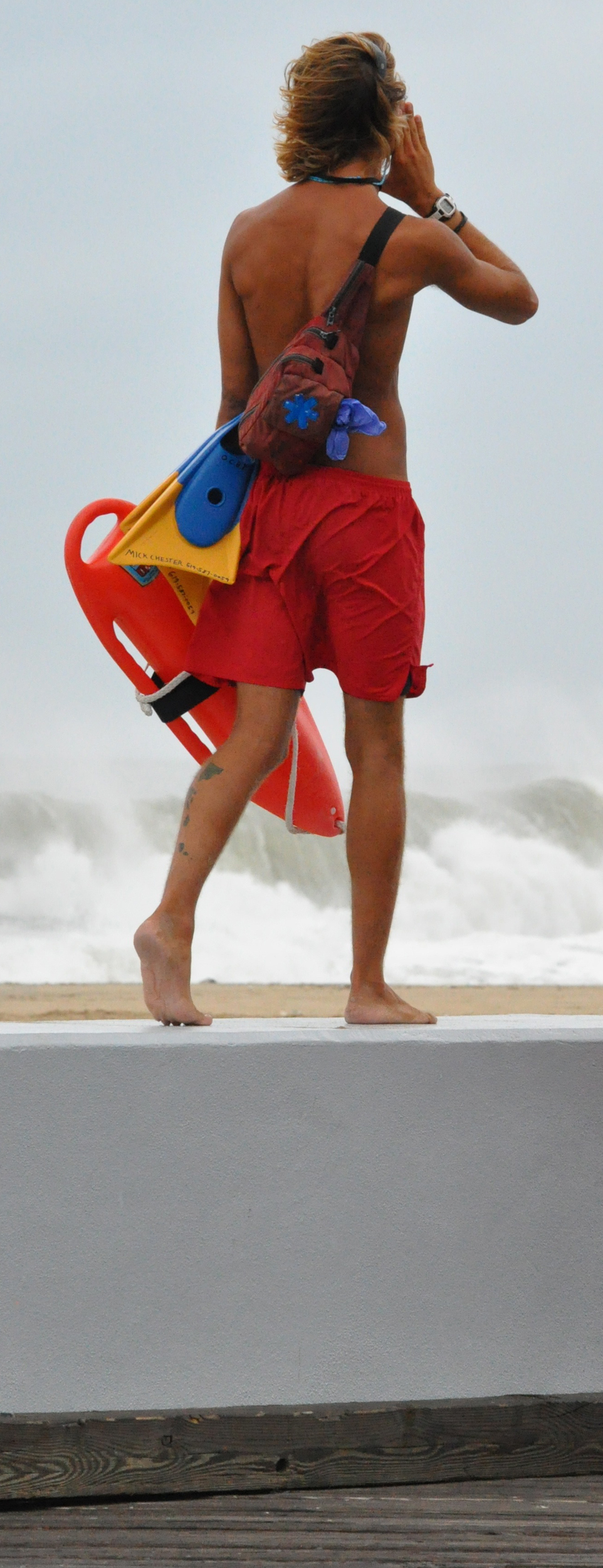
L'un des Lifeguards d'Ocean City, dans le Maryland.